# TJ Slovan Břeclav
Tělovýchovná jednota Slovan Břeclav byl český sportovní klub z Břeclavi, který byl založen roku 1920 jako Sportovní klub Břeclava. Klubovými barvami byly černá a bílá. Fotbalový odbor formálně zanikl (de facto byl transformován) v roce 2005 sloučením s TJ Lokomotiva Břeclav a SK Tatran Poštorná do MSK Břeclav. Posledním předsedou oddílu kopané byl Ing. Jiří Kalužík.
Největším úspěchem fotbalového klubu byla účast ve 3. nejvyšší soutěži (naposled v ročníku 1954). Během 90. let se klub propracoval z okresního přeboru (VIII. liga) až do divize (IV. liga) a roku 2005 dosáhl postupu do III. ligy (MSFL). Současně s tím byl však sloučen se sousedním SK Tatran Poštorná do sjednoceného městského klubu MSK Břeclav.

## Významní hráči
Během podzimu 1938 zde krátce působil jugoslávský internacionál Svetozar Ðanić, který zde hostoval z SK Židenice. Na začátku 90. let 20. století zde začínal pozdější prvoligový fotbalista Martin Jílek a Pavel Šultes. Na podzim 2000 zde chytal Peter Brezovan.

## Historie
Oddíl byl založen ustavující valnou schůzí v pátek 20. února 1920, Moravskou zemskou správou politickou v Brně byl schválen a od pondělí 15. března 1920 uveden ve fotbalový život klub SK Břeclava, který se stal novým členem BZMŽF (Bradova Západomoravská župa footballová).
Roku 1932 se mužstvo stalo vítězem druhého okrsku župy a postoupilo do I. A třídy (3. nejvyšší soutěž, nejvyšší župní).
Události a následky února 1948 měly na klub neblahý dopad, k renesanci jeho sportovní úrovně došlo až v 90. letech 20. století.

### Historické názvy
- 1920 – SK Břeclava (Sportovní klub Břeclava)
- 1925 – SK Břeclav (Sportovní klub Břeclav)
- 1949 – JTO Sokol Břeclav (Jednotná tělovýchovná organisace Sokol Břeclav)
- 1952 – ZSJ Jiskra Břeclav (Závodní sokolská jednota Jiskra Břeclav) – rozdělením Sokola Břeclav na ZSJ Jiskra Břeclav a ZSJ Komunální podnik Břeclav I.
- 1953 – DSO Jiskra Břeclav (Dobrovolná sportovní organisace Jiskra Břeclav)
- 1956 – TJ Slovan Břeclav (Tělovýchovná jednota Slovan Břeclav)
- 2005 – zánik fotbalového odboru sloučením s TJ Lokomotiva Břeclav a SK Tatran Poštorná do MSK Břeclav.

## Umístění v jednotlivých sezonách
Legenda: Z – zápasy, V – výhry, R – remízy, P – porážky, VG – vstřelené góly, OG – obdržené góly, +/− – rozdíl skóre, B – body, červené podbarvení – sestup, zelené podbarvení – postup, světle fialové podbarvení – přesun do jiné soutěže
| Československo (1933–1939)             |                                                             |                                                             |                                                             |                                                             |                                                             |                                                             |                                                             |                                                             |                                                             |                                                             |                                                             |
| Sezóna                                 | Liga                                                        | Úroveň                                                      | Z                                                           | V                                                           | R                                                           | P                                                           | VG                                                          | OG                                                          | +/−                                                         | B                                                           | Pozice                                                      |
| 1933/34                                | I. A třída BZMŽF                                            | 3                                                           | 18                                                          | 9                                                           | 3                                                           | 6                                                           | 45                                                          | 39                                                          | +6                                                          | 21                                                          | 4.                                                          |
| 1934/35                                | I. A třída BZMŽF                                            | 3                                                           | 18                                                          | 8                                                           | 5                                                           | 5                                                           | 44                                                          | 37                                                          | +7                                                          | 21                                                          | 4.                                                          |
| …                                      |                                                             |                                                             |                                                             |                                                             |                                                             |                                                             |                                                             |                                                             |                                                             |                                                             |                                                             |
| Protektorát Čechy a Morava (1939–1945) |                                                             |                                                             |                                                             |                                                             |                                                             |                                                             |                                                             |                                                             |                                                             |                                                             |                                                             |
| Sezóna                                 | Liga                                                        | Úroveň                                                      | Z                                                           | V                                                           | R                                                           | P                                                           | VG                                                          | OG                                                          | +/−                                                         | B                                                           | Pozice                                                      |
| …                                      |                                                             |                                                             |                                                             |                                                             |                                                             |                                                             |                                                             |                                                             |                                                             |                                                             |                                                             |
| 1944/45                                | Končila druhá světová válka, pravidelné soutěže se nehrály. | Končila druhá světová válka, pravidelné soutěže se nehrály. | Končila druhá světová válka, pravidelné soutěže se nehrály. | Končila druhá světová válka, pravidelné soutěže se nehrály. | Končila druhá světová válka, pravidelné soutěže se nehrály. | Končila druhá světová válka, pravidelné soutěže se nehrály. | Končila druhá světová válka, pravidelné soutěže se nehrály. | Končila druhá světová válka, pravidelné soutěže se nehrály. | Končila druhá světová válka, pravidelné soutěže se nehrály. | Končila druhá světová válka, pravidelné soutěže se nehrály. | Končila druhá světová válka, pravidelné soutěže se nehrály. |
| Československo (1945–1993)             |                                                             |                                                             |                                                             |                                                             |                                                             |                                                             |                                                             |                                                             |                                                             |                                                             |                                                             |
| Sezóna                                 | Liga                                                        | Úroveň                                                      | Z                                                           | V                                                           | R                                                           | P                                                           | VG                                                          | OG                                                          | +/−                                                         | B                                                           | Pozice                                                      |
| 1945/46                                | I. A třída BZMŽF                                            | 3                                                           | 30                                                          | 7                                                           | 4                                                           | 19                                                          | 68                                                          | 114                                                         | −46                                                         | 18                                                          | 15.                                                         |
| 1946/47                                | I. B třída BZMŽF – IV. okrsek                               | 4                                                           | 18                                                          | 13                                                          | 1                                                           | 4                                                           | 79                                                          | 29                                                          | +50                                                         | 27                                                          | 1.                                                          |
| 1947/48                                | I. A třída BZMŽF – II. okrsek                               | 3                                                           | 24                                                          | …                                                           | …                                                           | …                                                           | …                                                           | …                                                           | …                                                           |                                                             |                                                             |
| …                                      |                                                             |                                                             |                                                             |                                                             |                                                             |                                                             |                                                             |                                                             |                                                             |                                                             |                                                             |
| 1953                                   | Krajská soutěž – Brno                                       | 3                                                           | 11                                                          | 7                                                           | 0                                                           | 4                                                           | 39                                                          | 32                                                          | +7                                                          | 14                                                          | 5.                                                          |
| 1954                                   | Krajská soutěž – Brno                                       | 3                                                           | 22                                                          | 7                                                           | 1                                                           | 14                                                          | 38                                                          | 75                                                          | −37                                                         | 15                                                          | 10.                                                         |
| 1955                                   | Krajská soutěž – sk. B                                      | 4                                                           | 22                                                          | 15                                                          | 2                                                           | 5                                                           | 65                                                          | 32                                                          | +33                                                         | 32                                                          | 1.                                                          |
| 1956                                   | I. A třída Brněnského kraje                                 | 4                                                           | 22                                                          | 7                                                           | 5                                                           | 10                                                          | 46                                                          | 59                                                          | −13                                                         | 19                                                          | 9.                                                          |
| 1957/58                                | I. A třída Brněnského kraje                                 | 4                                                           | 39                                                          | 13                                                          | 2                                                           | 24                                                          | 66                                                          | 94                                                          | −28                                                         | 28                                                          | 12.                                                         |
| 1958/59                                | I. B třída Brněnského kraje – sk. A                         | 5                                                           | 22                                                          | 14                                                          | 0                                                           | 8                                                           | 61                                                          | 38                                                          | +23                                                         | 28                                                          | 3.                                                          |
| 1959/60                                | I. B třída Brněnského kraje – sk. A                         | 5                                                           | 22                                                          | 18                                                          | 2                                                           | 2                                                           | 62                                                          | 19                                                          | +43                                                         | 38                                                          | 1.                                                          |
| 1960/61                                | I. třída Jihomoravského kraje – sk. B                       | 4                                                           | 26                                                          | 12                                                          | 9                                                           | 5                                                           | 60                                                          | 35                                                          | +25                                                         | 33                                                          | 5.                                                          |
| 1961/62                                | I. třída Jihomoravského kraje – sk. B                       | 4                                                           | 26                                                          | 12                                                          | 2                                                           | 12                                                          | 53                                                          | 65                                                          | −12                                                         | 26                                                          | 7.                                                          |
| 1962/63                                | I. třída Jihomoravského kraje – sk. B                       | 4                                                           | 26                                                          | 12                                                          | 4                                                           | 10                                                          | 49                                                          | 48                                                          | +1                                                          | 28                                                          | 7.                                                          |
| 1963/64                                | I. B třída Jihomoravského kraje – sk. D                     | 5                                                           | 22                                                          | 10                                                          | 0                                                           | 12                                                          | 44                                                          | 54                                                          | −10                                                         | 20                                                          | 8.                                                          |
| 1964/65                                | I. B třída Jihomoravského kraje – sk. D                     | 5                                                           | 22                                                          | 5                                                           | 5                                                           | 12                                                          | 38                                                          | 59                                                          | −21                                                         | 15                                                          | 10.                                                         |
| 1965/66                                | I. B třída Jihomoravské oblasti – sk. D                     | 6                                                           | 22                                                          | 7                                                           | 9                                                           | 6                                                           | 33                                                          | 36                                                          | −3                                                          | 23                                                          | 5.                                                          |
| 1966/67                                | I. B třída Jihomoravské oblasti – sk. D                     | 6                                                           | 22                                                          | 8                                                           | 5                                                           | 9                                                           | 38                                                          | 38                                                          | 0                                                           | 21                                                          | 8.                                                          |
| 1967/68                                | I. B třída Jihomoravské oblasti – sk. D                     | 6                                                           | 26                                                          | 14                                                          | 6                                                           | 6                                                           | 49                                                          | 35                                                          | +14                                                         | 34                                                          | 4.                                                          |
| 1968/69                                | I. B třída Jihomoravské oblasti – sk. D                     | 6                                                           | 26                                                          | 11                                                          | 4                                                           | 11                                                          | 39                                                          | 42                                                          | −3                                                          | 26                                                          | 8.                                                          |
| 1969/70                                | I. B třída Jihomoravské župy – sk. B                        | 7                                                           | 26                                                          | 10                                                          | 4                                                           | 12                                                          | 47                                                          | 44                                                          | +3                                                          | 24                                                          | 8.                                                          |
| 1970/71                                | I. B třída Jihomoravské župy – sk. B                        | 7                                                           | 26                                                          | 18                                                          | 2                                                           | 6                                                           | 72                                                          | 34                                                          | +38                                                         | 38                                                          | 1.                                                          |
| 1971/72                                | I. A třída Jihomoravské župy – sk. B                        | 6                                                           | 26                                                          | 12                                                          | 6                                                           | 8                                                           | 46                                                          | 34                                                          | +12                                                         | 30                                                          | 3.                                                          |
| 1972/73                                | I. A třída Jihomoravského kraje – sk. B                     | 6                                                           | 26                                                          | 11                                                          | 4                                                           | 11                                                          | 32                                                          | 29                                                          | +3                                                          | 26                                                          | 7.                                                          |
| …                                      |                                                             |                                                             |                                                             |                                                             |                                                             |                                                             |                                                             |                                                             |                                                             |                                                             |                                                             |
| 1979/80                                | Okresní přebor Břeclavska                                   | 7                                                           | 30                                                          | 9                                                           | 7                                                           | 14                                                          | 43                                                          | 72                                                          | −29                                                         | 25                                                          | 15.                                                         |
| 1980/81                                | Okresní přebor Břeclavska                                   | 7                                                           | 30                                                          | 10                                                          | 9                                                           | 11                                                          | 45                                                          | 51                                                          | −6                                                          | 29                                                          | 10.                                                         |
| 1981/82                                | Okresní přebor Břeclavska                                   | 8                                                           | 30                                                          | 12                                                          | 11                                                          | 7                                                           | 46                                                          | 31                                                          | +15                                                         | 35                                                          | 4.                                                          |
| 1982/83                                | Okresní přebor Břeclavska                                   | 8                                                           | 30                                                          | 14                                                          | 8                                                           | 8                                                           | 56                                                          | 41                                                          | +15                                                         | 36                                                          | 4.                                                          |
| 1983/84                                | Okresní přebor Břeclavska                                   | 7                                                           | 26                                                          | 11                                                          | 3                                                           | 12                                                          | 40                                                          | 48                                                          | −8                                                          | 25                                                          | 6.                                                          |
| 1984/85                                | Okresní přebor Břeclavska                                   | 7                                                           | 26                                                          | …                                                           | …                                                           | …                                                           | …                                                           | …                                                           | …                                                           |                                                             |                                                             |
| 1985/86                                | Okresní soutěž Břeclavska – sk. A                           | 8                                                           | 26                                                          | 10                                                          | 6                                                           | 10                                                          | 57                                                          | 48                                                          | +9                                                          | 26                                                          | 8.                                                          |
| 1986/87                                | Okresní soutěž Břeclavska – sk. A                           | 9                                                           | 26                                                          | …                                                           | …                                                           | …                                                           | …                                                           | …                                                           | …                                                           |                                                             |                                                             |
| 1987/88                                | Okresní soutěž Břeclavska – sk. A                           | 9                                                           | 26                                                          | 19                                                          | 6                                                           | 1                                                           | 63                                                          | 18                                                          | +45                                                         | 44                                                          | 1.                                                          |
| 1988/89                                | Okresní přebor Břeclavska                                   | 8                                                           | 26                                                          | 12                                                          | 4                                                           | 10                                                          | 44                                                          | 41                                                          | +3                                                          | 24                                                          | 7.                                                          |
| 1989/90                                | Okresní přebor Břeclavska                                   | 8                                                           | 26                                                          | 7                                                           | 8                                                           | 11                                                          | 34                                                          | 40                                                          | −6                                                          | 22                                                          | 10.                                                         |
| 1990/91                                | Okresní přebor Břeclavska                                   | 8                                                           | 26                                                          | 5                                                           | 7                                                           | 14                                                          | 38                                                          | 51                                                          | −13                                                         | 17                                                          | 11.                                                         |
| 1991/92                                | Okresní přebor Břeclavska                                   | 8                                                           | 26                                                          | 11                                                          | 7                                                           | 8                                                           | 46                                                          | 39                                                          | +7                                                          | 29                                                          | 4.                                                          |
| 1992/93                                | Okresní přebor Břeclavska                                   | 8                                                           | 26                                                          | 20                                                          | 2                                                           | 4                                                           | 83                                                          | 31                                                          | +52                                                         | 42                                                          | 1.                                                          |
| Česko (1993–2005)                      |                                                             |                                                             |                                                             |                                                             |                                                             |                                                             |                                                             |                                                             |                                                             |                                                             |                                                             |
| Sezóna                                 | Liga                                                        | Úroveň                                                      | Z                                                           | V                                                           | R                                                           | P                                                           | VG                                                          | OG                                                          | +/−                                                         | B                                                           | Pozice                                                      |
| 1993/94                                | I. B třída Jihomoravské župy – sk. B                        | 7                                                           | 26                                                          | 13                                                          | 4                                                           | 9                                                           | 52                                                          | 38                                                          | +14                                                         | 30                                                          | 5.                                                          |
| 1994/95                                | I. A třída Jihomoravské župy – sk. A                        | 6                                                           | 26                                                          | 10                                                          | 4                                                           | 12                                                          | 48                                                          | 39                                                          | +9                                                          | 34                                                          | 6.                                                          |
| 1995/96                                | I. A třída Jihomoravské župy – sk. A                        | 6                                                           | 26                                                          | 18                                                          | 2                                                           | 6                                                           | 71                                                          | 28                                                          | +43                                                         | 56                                                          | 1.                                                          |
| 1996/97                                | Jihomoravský župní přebor                                   | 5                                                           | 30                                                          | 11                                                          | 6                                                           | 13                                                          | 51                                                          | 44                                                          | +7                                                          | 39                                                          | 9.                                                          |
| 1997/98                                | Jihomoravský župní přebor                                   | 5                                                           | 30                                                          | 20                                                          | 6                                                           | 4                                                           | 63                                                          | 27                                                          | +36                                                         | 66                                                          | 1.                                                          |
| 1998/99                                | Divize D                                                    | 4                                                           | 30                                                          | 12                                                          | 5                                                           | 13                                                          | 39                                                          | 48                                                          | −9                                                          | 41                                                          | 7.                                                          |
| 1999/00                                | Divize D                                                    | 4                                                           | 30                                                          | 11                                                          | 7                                                           | 12                                                          | 40                                                          | 39                                                          | +1                                                          | 40                                                          | 9.                                                          |
| 2000/01                                | Divize D                                                    | 4                                                           | 30                                                          | 9                                                           | 10                                                          | 11                                                          | 39                                                          | 38                                                          | +1                                                          | 37                                                          | 10.                                                         |
| 2001/02                                | Divize D                                                    | 4                                                           | 30                                                          | 9                                                           | 6                                                           | 15                                                          | 47                                                          | 63                                                          | −16                                                         | 33                                                          | 13.                                                         |
| 2002/03                                | Divize D                                                    | 4                                                           | 30                                                          | 8                                                           | 10                                                          | 12                                                          | 26                                                          | 40                                                          | −14                                                         | 34                                                          | 11.                                                         |
| 2003/04                                | Divize D                                                    | 4                                                           | 30                                                          | 11                                                          | 9                                                           | 10                                                          | 39                                                          | 39                                                          | 0                                                           | 42                                                          | 8.                                                          |
| 2004/05                                | Divize D                                                    | 4                                                           | 30                                                          | 16                                                          | 8                                                           | 6                                                           | 54                                                          | 41                                                          | +13                                                         | 56                                                          | 2.                                                          |

Poznámky:
- 1933/34: Postoupila první tři mužstva (SK Královo Pole, SK Moravská Slavia Brno a SK Husovice).[6]
- 1953: Tento ročník byl hrán jednokolově.[2]
- 1988/89: Mužstvu byly odečteny 4 body.[13]
- 1993/94: Po sezoně klub převzal místo v I. A třídě Jihomoravské župy – sk. A od mužstva FC Tatran Poštorná „B“, kterému postoupil své místo v I. B třídě Jihomoravské župy – sk. B pro ročník 1994/95.[1][24]
- 2004/05: Postoupilo taktéž vítězné mužstvo FC Vysočina Jihlava „B“. Po sezoně došlo ke sloučení s fotbalovými odbory TJ Lokomotiva Břeclav a SK Tatran Poštorná do MSK Břeclav.

## TJ Slovan Břeclav „B“
TJ Slovan Břeclav „B“ byl rezervním týmem břeclavského Slovanu.

### Umístění v jednotlivých sezonách
Legenda: Z – zápasy, V – výhry, R – remízy, P – porážky, VG – vstřelené góly, OG – obdržené góly, +/− – rozdíl skóre, B – body, červené podbarvení – sestup, zelené podbarvení – postup, fialové podbarvení – reorganizace, změna skupiny či soutěže
| Československo (1958–1993) |                                    |        |    |    |   |    |    |    |     |    |        |
| Sezóny                     | Liga                               | Úroveň | Z  | V  | R | P  | VG | OG | +/− | B  | Pozice |
| 1958/59                    | II. třída Brněnského kraje – sk. D | 6      | 22 | 7  | 4 | 11 | 51 | 63 | −12 | 18 | 10.    |
| …                          |                                    |        |    |    |   |    |    |    |     |    |        |
| 1991/92                    | Okresní soutěž Břeclavska – sk. A  | 9      | 26 | 14 | 2 | 10 | 55 | 49 | +6  | 30 | 5.     |
| 1992/93                    | Okresní soutěž Břeclavska – sk. A  | 9      | 26 | 16 | 2 | 8  | 69 | 55 | +14 | 34 | 3.     |
| Česko (1993–2005)          |                                    |        |    |    |   |    |    |    |     |    |        |
| …                          |                                    |        |    |    |   |    |    |    |     |    |        |
| 2000/01                    | Okresní přebor Břeclavska          | 8      | 26 | 13 | 4 | 9  | 51 | 42 | +9  | 43 | 6.     |
| 2001/02                    | Okresní přebor Břeclavska          | 8      | 26 | 8  | 6 | 12 | 38 | 52 | −14 | 30 | 12.    |
| 2002/03                    | Okresní přebor Břeclavska          | 8      | 26 | 8  | 4 | 14 | 45 | 58 | −13 | 28 | 11.    |
| 2003/04                    | Okresní přebor Břeclavska          | 8      | 26 | 13 | 3 | 10 | 49 | 52 | −3  | 42 | 5.     |
| 2004/05                    | Okresní přebor Břeclavska          | 8      | 26 | 8  | 8 | 10 | 46 | 45 | +1  | 32 | 11.    |